# 郭店镇 (济南市)
郭店镇是中国山东省济南市历城区下辖的一个镇。

## 行政区划
郭店镇下辖候家庄村、程庄村、山头村、合二庄村、曹家馆村、唐冶西村、东风村、十里堡村、李家庄西村、西枣园村、韩仓二村、韩仓三村、韩仓一村、耿家村、郭店东村、郭店西村、李家东村、山前村、相公庄村、锦平一村、锦平二村、唐冶南村、唐冶北村、东方家村、刘家庄村、王官庄村、胥家村、彭庄村。